# Erazm Pawski

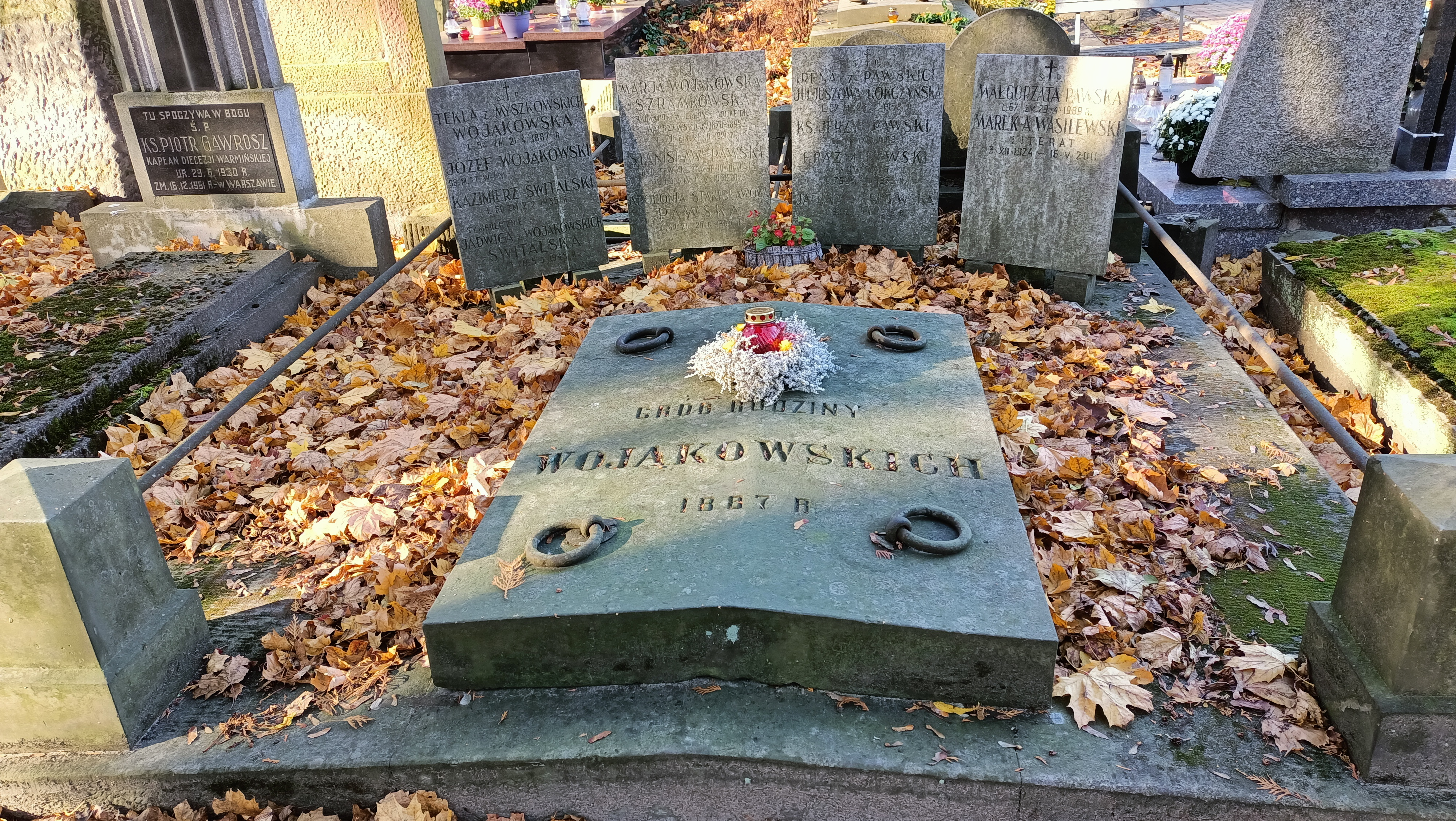
Grób Erazma Pawskiego na Cmentarzu Powązkowskim w Warszawie

Erazm Pawski (ur. 1903, zm. 4 marca 1979) – polski lekkoatleta specjalizujący się w skoku wzwyż.

## Kariera
W 1922 r. zdobył w Warszawie brązowy medal mistrzostw Polski (z wynikiem 1,48 m). W 1924 r. odniósł największy sukces w karierze, zdobywając (również w Warszawie) brązowy medal letnich mistrzostw świata studentów (z wynikiem 1,64 m).
Został pochowany na cmentarzu powązkowskim w  Warszawie (kwatera 65 rząd 3 grób 2 i 3).